# Аппиньяно
Аппиньяно (итал. Appignano) — город в Италии, расположен в регионе Марке, подчинён административному центру Мачерата (провинция).
Население составляет 3906 человек, плотность населения составляет 178 чел./км². Занимает площадь 22 км². Почтовый индекс — 62010. Телефонный код — 00733.
Покровителем города считается Иоанн Креститель. Праздник города ежегодно празднуется 24 июня.